# Kehrsatz
Kehrsatz (gsw. Chäsitz) – gmina (niem. Einwohnergemeinde) w Szwajcarii, w kantonie Berno, w regionie administracyjnym Bern-Mittelland, w okręgu Bern-Mittelland. Liczba mieszkańców 31 grudnia 2020 wynosiła 4 380.

## Demografia
W 2020 roku 26,5% populacji gminy stanowiły osoby urodzone poza Szwajcarią.

## Transport
Przez teren gminy przebiega autostrada droga główna nr 221.